# White Trash, Two Heebs and a Bean
White Trash, Two Heebs and a Bean — четвёртый студийный альбом американской панк-группы NOFX, вышедший 5 ноября 1992 года.

## Об альбоме
White Trash, Two Heebs and a Bean первая запись группы с новым участником Эль Хефе. Изначально название альбома звучало: White Trash, Two Kikes, And A Spic. Однако мать Эрика Мелвина услышав это название, рассказала всё бабушке Эрика, которой не понравилось это название. Она заставила его почувствовать себя виноватым и изменить название альбома.
Все песни написал Fat Mike, кроме «Straight Edge» (авторство группы Minor Threat).
Песню «Please Play This Song on the Radio», можно услышать в финальных титрах фильма Погоня, 1994 года выпуска.
Композиция «Straight Edge» стала первым экспериментом группы с джазом.

## Список композиций
1. «Soul Doubt» — 2:46
2. «Stickin in My Eye» — 2:24
3. «Bob» — 2:02
4. «You’re Bleeding» — 2:12
5. «Straight Edge» — 2:11
6. «Liza and Louise» — 2:22
7. «The Bag» — 2:46
8. «Please Play This Song on the Radio» — 2:16
9. «Warm» — 3:30
10. «I Wanna Be Your Baby» — 2:56
11. «Johnny Appleseed» — 2:37
12. «She’s Gone» — 2:56
13. «Buggley Eyes» — 1:21

## Участники записи
- Майк Беркетт (Michael Burkett, «Fat Mike») — вокал, бас
- Эрик Мелвин (Eric Melvin) — гитара
- Эрик Сандин (Erik Sandin) — ударные
- Эль Хефе (El Hefe) — гитара, труба
- Майк Лавелла (Mike Lavella) — бэк-вокал
- Доннел Камерон (Donnell Cameron) — продюсер
- Боб Геллер (Bob Geller) — звук
- MW — арт
- Joe Peccerillo — звук
- Eddy Schreyer — мастеринг
- Dan Winters — фотограф